# Argynnis pandora
La farfalla cardinale o pandora (Argynnis pandora) (Schiffermüller, 1775) è un lepidottero diurno appartenente alla famiglia Nymphalidae, diffuso in Eurasia e Nordafrica.
Il nome volgare in spagnolo e il suo specifico epiteto “Pandora” derivano dal mito greco di Esiodo.
Può essere confusa con l’'Argynnis paphia che le è molto simile.

## Descrizione
Sono grandi, da 5,5 a 7 cm di lunghezza, le femmine mezzo centimetro in più rispetto ai maschi. La faccia superiore o superiore delle ali è di colore verde oliva con numerosi tratti e punti neri. Il retro è verde oro e rosso cadmio con punti neri.
Il dritto delle ali anteriori dei maschi, tra 32 e 40 mm, è verde oliva con sfumature giallo pallido e arancio all'apice e con le venature segnate in nero. Nella cella ci sono tre o quattro tracce. Tracce e punti appaiono nell'area del disco formando una linea irregolare di doppia curvatura. Presenta piccoli punti neri nella zona submarginale e una sottile linea nera parallela sulla quale piccole macchie nere di forma triangolare appaiono alla confluenza con le vene.
I posteriori, sul dritto, appaiono disegnati con una fascia bianca e terra di Siena tostata sul margine interno e nell'angolo anale. Le zone basali e del disco sono dello stesso colore della basale sulle ali anteriori, separate dalla zona postdiscale da una linea tratteggiata nera. Questa zona ha una serie di punti neri spessi. La zona submarginale alloggia una serie completa di punti neri e, parallela a questa verso il margine, una linea pesante su cui appaiono punti romboidali nella confluenza con le vene.
Il rovescio, di toni verdi e rossi, ha una sottile linea marginale esterna ocra. Le ali anteriori sono cadmio rosso ad eccezione della zona apicale che è verde oro, punteggiata di macchie, che si estende lungo il margine come una linea alla base.
I posteriori sono completamente verdi con tratti ocra nelle aree basali e discali. Nell'area postdiscale ci sono tracce di ocra che possono essere colorate in bianco luminoso con 5 punti bianchi in madreperla.
Le femmine sono più grandi, senza androconia e con una macchia nera, vicino all'apice. Le macchie e le linee delle ali successive sono più larghe e meglio definite. La parte posteriore dei posteriori ha una macchia bianca perlacea nella zona basale e due tratti bianchi perlacei e neri, uno nella basale e l'altro nel disco. Nel postdiscale ha una banda bianca perlacea irregolare, e nella zona submarginale una doppia banda bianca e turchese cobalto.
I bruchi, che possono raggiungere i 35 mm, sono beige, pelosi, con una striscia nera punteggiata di rosso in alto.
Come nel resto delle specie della sua famiglia, gli imago presenti nei loro palchi lunghi teste, separati occhi e antenne molto uniti nella base e con una mazza allungata. Il primo paio di zampe è più corto degli altri due, finendo in un tarso peloso usato per pulire le antenne. Le altre due paia di gambe terminano con le unghie per trattenere con forza le piante. L'addome delle femmine è leggermente più ingombrante e arrotondato rispetto a quello dei maschi.

## Ciclo biologico
È una specie univoltina che vola da fine maggio a fine settembre. Dopo la copulazione, che si verifica in agosto, i depositi femminili tra 1400 e 2000 uova nella pianta ospite - principalmente violette - o nella vegetazione vicina, per circa due settimane. Prima dell'inverno, i bruchi si schiudono e ibernano. In primavera lasciano il loro rifugio e cercano la loro principale pianta nutriente, la viola e la viola comuni, ma possono anche nutrirsi di piante affini. Nella seconda metà della primavera, le pupe si formano e all'inizio dell'estate emerge l'adulto.

## Distribuzione e habitat
È distribuita dall'arcipelago delle Canarie e dall'Africa settentrionale, dall'Europa meridionale e dalla Russia meridionale all'Iran, al nord del Pakistan e dell'India. In Europa si trova nel sud della Francia e la costa atlantica fino al Morbihan, la penisola iberica, le isole del Mediterraneo, l'Italia, ampiamente diffusa nell'Europa orientale, dalla Grecia alla Repubblica Ceca e rara nelle Alpi meridionali. In Africa è comune nelle isole Canarie, in Marocco, in Algeria e in Tunisia.
La si può trovare negli spazi aperti, dove abbondano piante ricche di nettare, come i cardi (generi Carduus, Onopordum, Cirsium) e altre specie di composti, come la Centaurea spp. È possibile osservarla in pinete, lecci, foreste di argini e anche in giardini, dove si raccolgono piante in nettare. Sono potenti, veloci, nervose e più mobili di altre farfalle collegate, e si può quindi vederle volare veloci sopra gli alberi.